# Stadtrandsiedlung Malchow
För den angränsande stadsdelen i stadsdelsområdet Lichtenberg, se Malchow, Berlin.

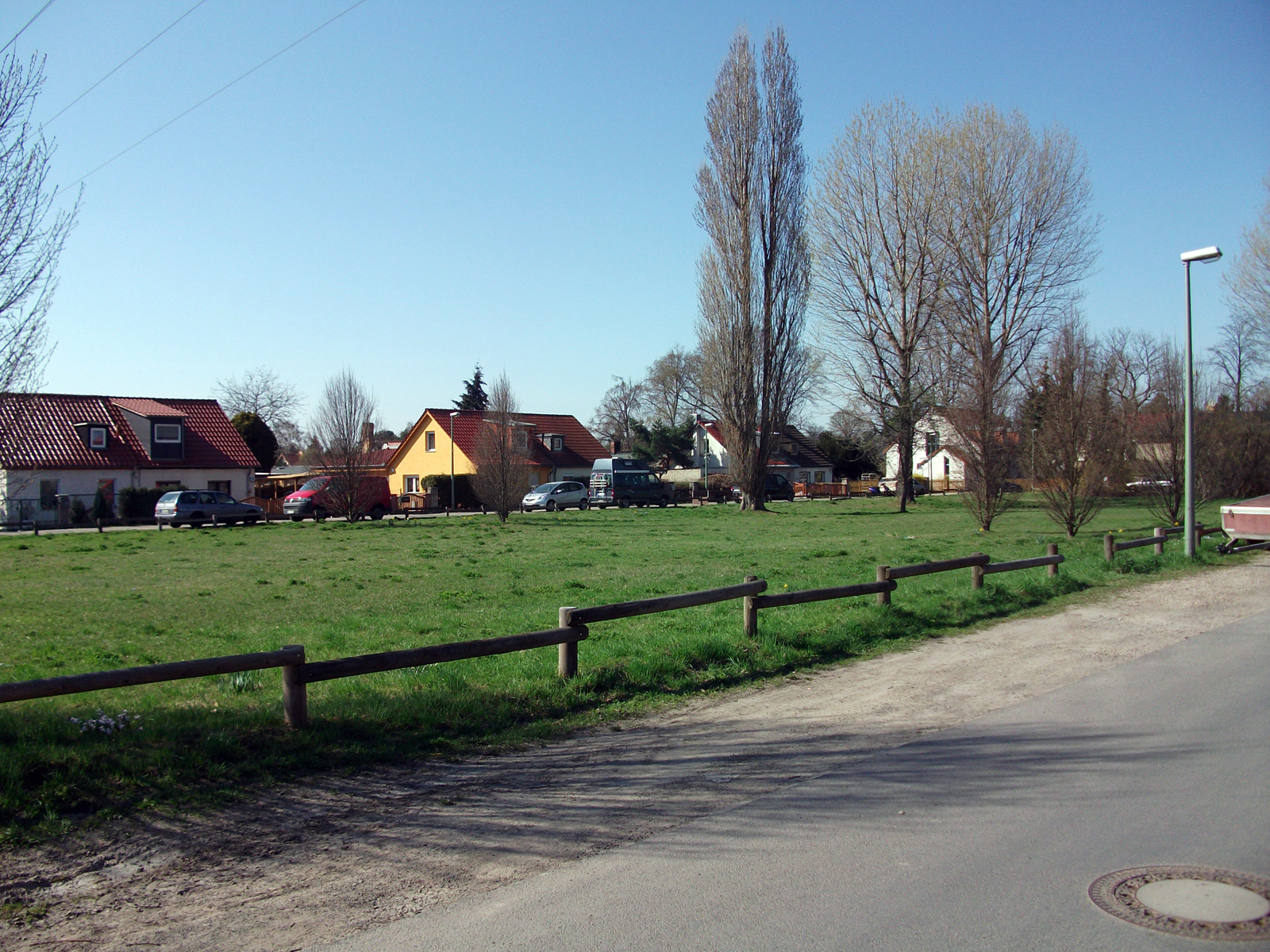
Gnomenplatz

Stadtrandsiedlung Malchow är en stadsdel (Ortsteil) i norra Berlin, belägen i stadsdelsområdet Pankow. Stadsdelen hade 1 137 invånare år 2014.

## Geografi
Den norra delen av stadsdelen är obebyggd och utgör sedan 1999 en del av naturreservatet Naturpark Barnim. Villaområdet som givit namn åt orten ligger i sydvästra delen av stadsdelen. Stadsdelen genomkorsas av Bundesstrasse 2 och järnvägen Berliner Aussenring.

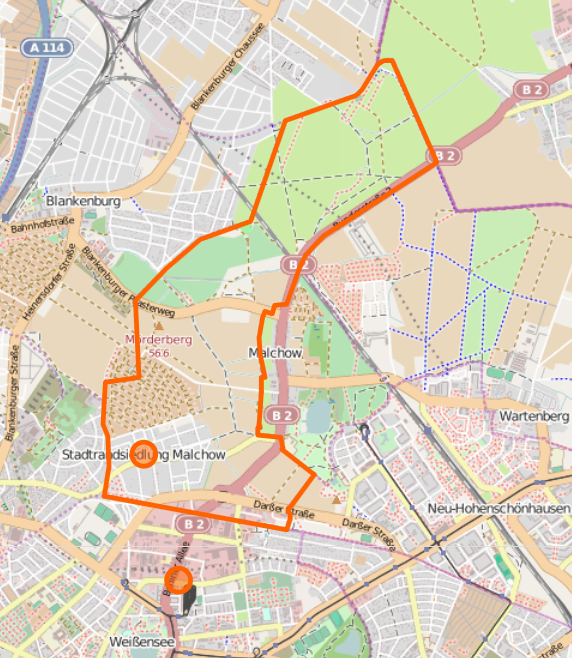
Karta över Malchow

## Historia
Historiskt utgör stadsdelen den västra delen av orten Malchow, som 1920 införlivades i Stor-Berlin. Villaområdet som givit stadsdelen dess namn uppfördes mellan 1936 och 1939 och ersatte då de våtmarker för avloppsinfiltration som tidigare låg här. Gatorna gavs namn ur nordisk mytologi. 
År 1985 delades Malchow i två delar när stadsdelsområdet Hohenschönhausen bildades, och den västra delen med huvudsakligen 1900-talsbebyggelse blev då kvar i stadsdelsområdet Weissensee medan den tidigare byn Malchow nu blev del av Hohenschönhausen. 2001 uppgick Stadtrandsiedlung Malchow tillsammans med övriga Weissensee i Pankows stadsdelsområde.